# 任宁格实验
在量子力学中，任宁格实验 （Renninger negative-result experiment） 是一个思想实验，它阐述了理解波函数坍缩与量子测量的一些困难。它描述了一个粒子并不需要为使一次测量发生而被侦测到，粒子未被侦测到也构成一次测量。这思想实验在1953年由毛里求斯·任宁格提出。它可以被理解为莫特问题所展示的佯谬的升级版。

## 莫特问题
莫特问题是一个佯谬，它涉及到放射性核发出的α射线的球形的散射波函数，同在云室中看到的线性轨迹间的不一致。该问题1929年由内维尔·莫特爵士和维尔纳·海森堡提出。莫特认为正确的量子系统波函数应当包括α射线和云室中所有原子的，并在此基础上进行了计算，从而解决了这个问题。计算表明，只有观察到从衰变原子射出的直线形轨迹的可能性才非零。即是说，测量一旦被实施，波函数将变得只有在粒子的经典轨迹附近才非零。

## 任宁格实验
在任宁格的构想中，云室被替代为一对半球状的粒子探测器，完全包裹住在球心处的放射性原子，该原子将通过释放α射线而衰变。为达到这思想实验的目的，探测器被设定为100%有效的，即放射的α射线必定会被侦测到。

考虑量子测量的通常进程，显然若一个探测器记录了衰变，另一个探测器将什么也探测不到。单个粒子不会同时为两个探測器所探测到。要点在于，一个探测器未侦测到粒子等价于另一个探测器进行了一次测量。

考虑直径不同的两个半球，可以提升这悖论的强度，若更外层的探测器距离很远的话。在这情形中，内层探测器若没侦测到α射线，将得出（起初球对称的）波函数“坍缩”为半球形，（因外层探测器很远）但其仍在到外层的探测器的传播过程中，而一定最终会被外层探测器探测到。

在量子力学标准表述中，这可陈述为波函数部分坍缩了，并呈现半球形。而直到与外层半球相互作用之前，波函数的完全坍缩，即变为一个点，并没有发生。这思想实验的难题在于这样一个想法：波函数与内层半球相互作用，导致了它的部分坍缩，却并未触发内层半球的任何探测器。这表明波函数坍缩甚至在未侦测到粒子的情形下发生。

## 一般的反对意见
有许多对于这实验标准解释的反对意见，所有这些意见都显示出对量子力学理解的缺乏。其中一些意见，以及来自标准解释的反驳，列在下方。

### 有限的放射寿命
有时会注意到核的衰变时间不能被控制，有限的半衰期使结果无效。这意见可以通过根据半衰期恰当地设置半球的大小予以消除。半径被仔细地选择，以保证α射线到达更远的半球所花的时间，比衰变核的半衰期大得多。

为使这例子更具体，假设衰变核的半衰期为0.01微秒（大部分基本粒子的半衰期要更短些；大部分衰变核的半衰期要更长些；一些原子的电磁激发半衰期大约这么长）。如果一个人等待了0.4微秒，这粒子已经衰变的概率大约为{\displaystyle 1-2^{-40}=1-10^{-12}};这意味着，可能性非常非常接近于一。外层半球将放置在光速乘0.4微秒的距离以外，即120米以外，内层半球要近得多，设为一米。

如果0.3微秒之后（例如），我们仍未在近的内层半球看到衰变产物，便可以得出粒子几乎绝对一定衰变的结论，但他仍在通往外层半球的路上。悖论涉及到这情形下波函数的正确描述。

### 经典路径
另一个通常的反对意见声称衰变粒子总是沿直线传播，仅仅是选取路径的可能性分布是球对称的。这无论如何都是莫特问题的错误诠释，所以是错的。波函数确实是球形的，不是大量平面波的非相干叠加（混态情形）。混态与纯态的区别在另一个问题中可以清楚地阐明；即在通过贝尔不等式比较局域隐变量后面的想法和反驳的争辩中。

### 衍射
一个真实的量子力学波函数会在内层半球发生衍射，可在外层半球上观察到一个衍射图样。这并非真的是一个反对意见，反而是波函数部分坍缩已经发生的一个断言。如果衍射图样不能被观察到，我们将得出粒子坍缩为一条线的结论，保持这状态，它通过了内层；这清楚地同标准量子力学不一致，因而内层半球的衍射并不意外。

### 复杂衰变产物
在这反对意见中，它注意到，一个衰变产物要么自旋{\displaystyle {\frac {1}{2}}}（费米子），要么是一个光子（自旋1）。这被用以表明衰变并非真实的球对称，更应当有其他分布，比如一个P波。不管怎样，在进一步的考察中，我们看到这结论并不依赖于波函数的球对称性。甚至如果初始态可能被极化，例如将其置入一个磁场中，非球形的衰变图样仍能由量子力学正确地描述。

### 非相对论的语言
上述构想自然地用非相对论的语言书写；它注意到基本粒子都有相对论性的衰变产物。这反对意见只用来使问题更困惑。实验可以重新设计使其衰变产物运动较慢。在任何层面上，狭义相对论同量子力学并不矛盾。

### 不完美的探测器
这反对意见声称在现实生活中，粒子探测器总是不完美的，有时候两个探测器可能会同时失效。这争论只使问题更困惑，并未触及波函数的本性。

## 参阅
- 零作用测量
- 伊利泽-威德曼炸弹测试问题
- 波函数坍缩
- 量子测量